# Savonius-Rotor

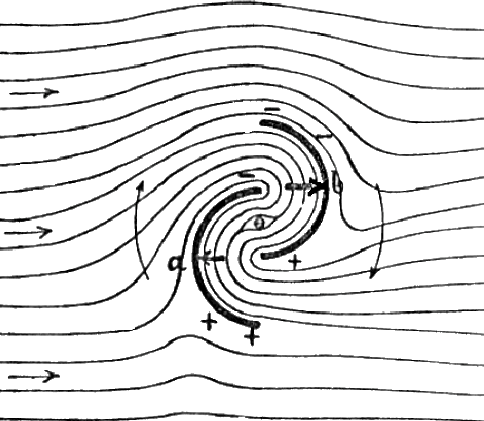
Originalzeichnung von Sigurd Savonius zur Potentialströmung des stillstehenden Rotors

Ein Savonius-Rotor, erfunden von dem finnischen Architekten und Erfinder Sigurd Savonius, ist eine Windturbine mit zwei oder mehr schaufelförmigen, einander überlappenden Flügeln, die entlang der Drehachse gestreckt zwischen kreisförmigen Endscheiben montiert sind. Mit vertikaler Achse (VAWT, Vertical Axis Wind Turbine) funktioniert der Savonius-Rotor unabhängig von der Windrichtung. In seiner verbreitetsten Anwendung dient er als Antrieb von Lüftern auf Fahrzeugen und Kaminen.

## Geschichte

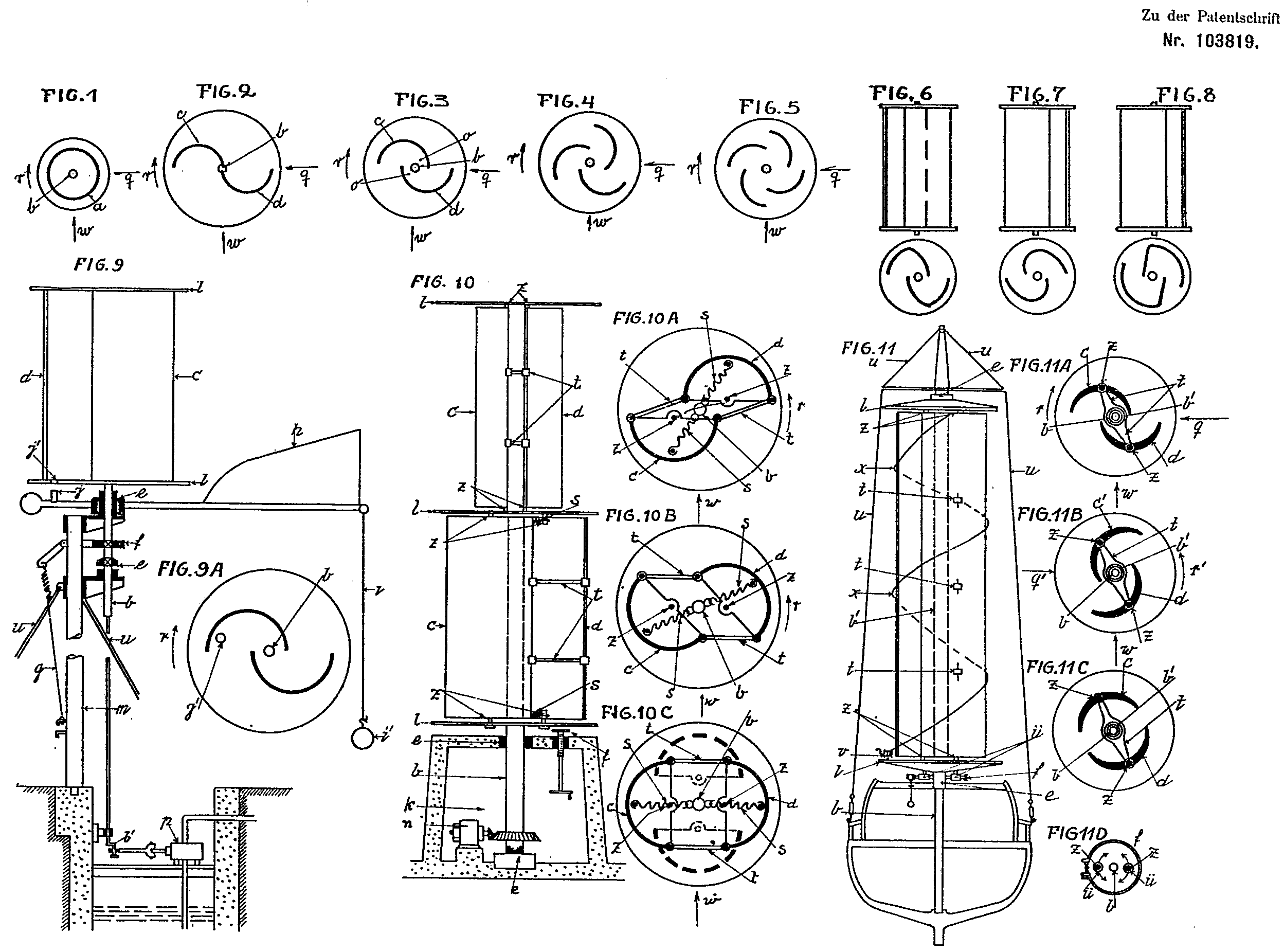
Zeichnungen aus der österreichischen Patentschrift von Savonius (1925)

Der deutsche Lehrer, Ingenieur und Erfinder Anton Flettner reichte 1922 die Idee zum Patent ein, dass der damals in der Aerodynamischen Versuchsanstalt in Göttingen untersuchte Magnus-Effekt an rotierenden Zylindern für den Antrieb von Schiffen mit Wind zu nutzen sei, um die Mannschaft zur Bedienung der herkömmlichen Besegelung einzusparen. Er ließ dazu einen Dreimastschoner, die Buckau, umbauen. Die zwei dort installierten zylindrischen Flettner-Rotoren mussten mit einer dieselelektrischen Antriebseinrichtung auf etwa vierfache Umfangsgeschwindigkeit relativ zum Wind gebracht werden, um ihren maximalen Wirkungsgrad zu erzielen.
Savonius’ Idee war es, die zylindrischen Rotoren so abzuwandeln, dass sie vom Wind selbst in Drehung versetzt würden. Er teilte den Zylinder längs und verschob die Hälften gegeneinander. In seinem Windkanal, dem ersten in Finnland, ermittelte er für verschiedene Anordnungen, Flügelzahlen und Profile die Verläufe des Drehmoments und der (Magnus-)Querkraft über die Schnelllaufzahl. An einem umgebauten Boot führte er Versuche zum Antrieb von Schiffen über den Magnus-Effekt am Savonius-Rotor durch, welche von seinem Sohn weitergeführt wurden.
Er stellte fest, dass die Stärke seines Rotors eher in der Verrichtung von Arbeit an der Welle denn freilaufend in der Nutzung des Magnus-Effekts lag. Ab Dezember 1924 meldete er diverse Anwendungsmöglichkeiten zum Patent an, darunter auch bereits eine Pumpanlage, deren Rotor im (manuell) abgeschalteten Zustand von einer Windfahne in einer günstigen, widerstandsarmen Stellung zum Wind gehalten wurde sowie eine (elektrische) „Kraftstation“ mit zwei um 90 Grad verdreht übereinander angeordneten Rotorstufen und einer Drehzahlregelung durch Fliehkraftwirkung auf schwenkbare Flügel. Auch der Rotor für das Boot brauchte schwenkbare Flügel, um beim Kreuzen den Drehsinn zu ändern. Unter den ersten Varianten befand Savonius die halbzylindrische Form als die geeignetste; später favorisierte er J-förmige Flügel, die im Überlappungsbereich parallel verlaufen.
Savonius starb 1931 und Flettner erwarb das deutsche Patent. Seitdem stellt seine Firma Lüfter her, die von Savonius-Rotoren angetrieben werden beziehungsweise aus mehrflügeligen Savonius-Rotoren bestehen.

## Eigenschaften

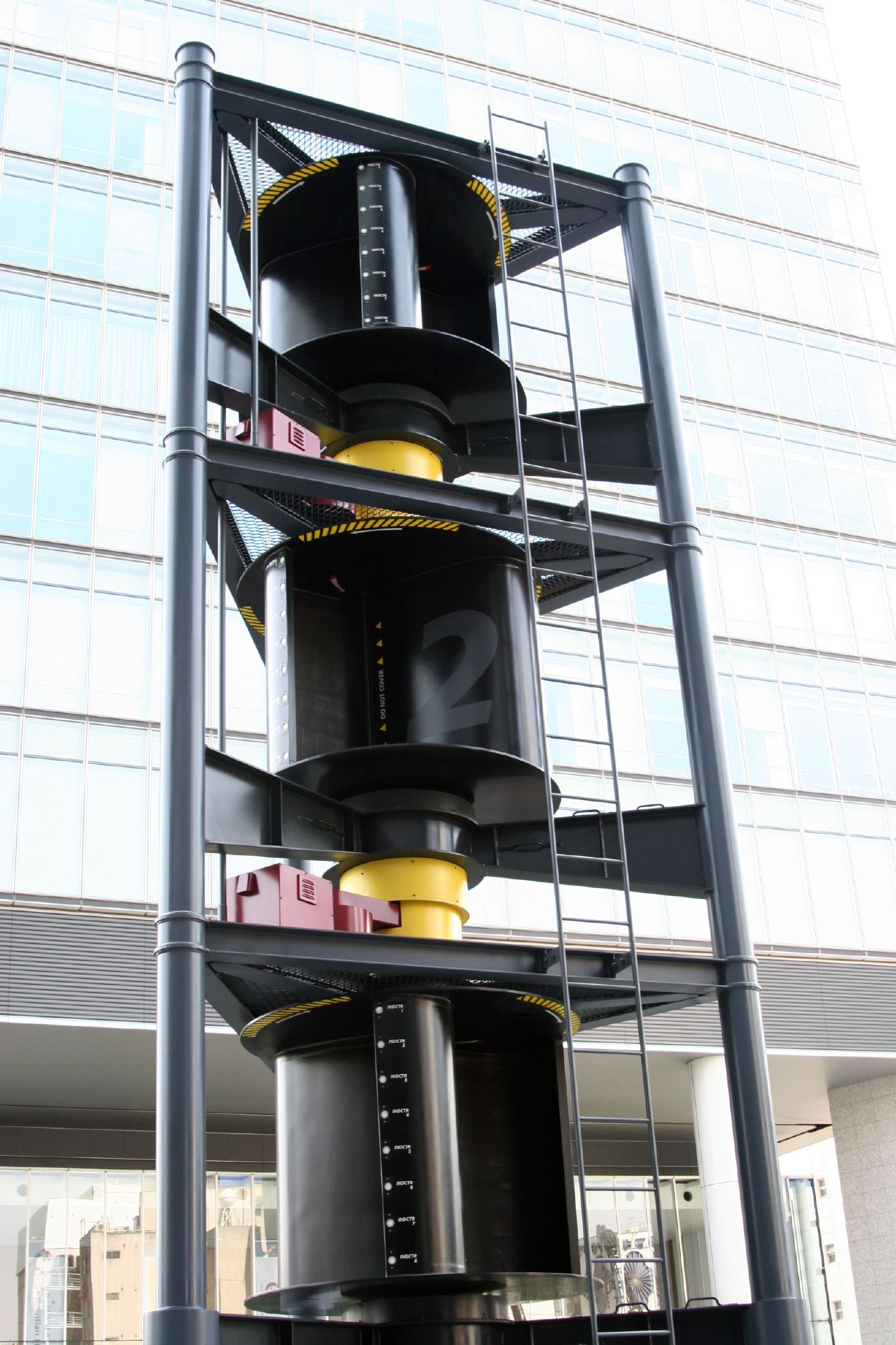
Savonius-Windspiel vor dem UDX-Hochhaus in Akihabara, Japan. Je nach Windstärke leuchten verschieden viele LEDs an den Flügelkanten der drei abwechselnd gegenläufigen, dreiflügeligen Rotoren.

Das Drehmoment ist vergleichsweise hoch, wobei das Maximum bei Schnelllaufzahlen im Bereich 0,3 bis 0,6 erreicht wird. Grundsätzlich ist dadurch schon ein Einsatz bei geringen Windgeschwindigkeiten ab etwa 2 m/s möglich.
Die Angaben für den Leistungsbeiwert variieren von 0,15 bis 0,26 bei Schnelllaufzahlen nahe 1. Das Leistungsniveau ist damit deutlich geringer als das, welches von Darrieus-Rotoren oder von Bauformen mit horizontaler Rotordrehachse erreicht werden kann.
Der Rotor wird unabhängig von der Windrichtung angetrieben. Es ist deswegen keine Windrichtungsnachführung erforderlich. Daraus ergibt sich im Vergleich zur horizontalen Bauweise, die dem Wind nachgeführt werden muss, ein gutmütigeres Verhalten gegenüber häufigen Windrichtungswechseln.
Ungebremst liegt die Schnelllaufzahl lediglich bei etwa 1,5. Dies bietet im Betrieb ohne Last, zum Beispiel beim Versagen der Bremse, einen gewissen Schutz vor Zerstörung durch überhöhte Fliehkräfte. Aus demselben Grund ist ein Savonius-Rotor relativ unempfindlich gegen Abweichungen von der Idealform und daher schon mit einfachen Mitteln zu bauen. Während Anwendungen wie Pumpen nicht auf eine hohe Drehzahl angewiesen sind, ist der Bau entsprechend langsam laufender Generatoren aufwändiger als der für hohe Drehzahlen. Alternativ müsste für die Verwendung preisgünstiger Standard-Generatoren zusätzlich ein Getriebe verwendet werden, was bei kleineren Rotoren unwirtschaftlich ist. Bei größeren Savonius-Rotoren, für welche die Reibungsverluste eines Getriebes weniger ins Gewicht fallen, kommt es leicht zur Unwucht durch Verformungen des Rotors. Der konstruktive Aufwand, verhältnismäßig große Savonius-Konstruktionen stabil genug zu bauen, scheint zu groß zu sein.
Die großen Schaufelflächen bedeuten einen hohen Materialverbrauch beim Bau. Das schlägt sich sowohl in hohen Kosten als auch in hohem Gewicht nieder. Zusätzlich bedeutet die große Projektionsfläche eine große Belastung bei Sturm. Bei einfacher Bauweise mit einer einzelnen einseitig ausgerichteten Stufe unterliegen nicht nur die Schaufeln selbst großen Wechsellasten durch die ständig wechselnde Anströmung, sondern auch die Luftkraft auf den Rotor insgesamt schwankt stark, sowohl in Windrichtung als auch quer dazu. Die mittlere Querkraft durch den Magnus-Effekt liegt hier in der gleichen Größenordnung wie der Strömungswiderstand des Rotors. Die Belastung der Gesamtkonstruktion kann reduziert werden, indem mehrere verdrehte Stufen verwendet werden oder wenn das gesamte Profil helixförmig gedreht ist. Das erhöht jedoch Komplexität und Bauaufwand der Konstruktion.

## Anwendungen
- Anfänglich im Schiffbau zur Belüftung der Mannschafts- und Laderäume, später auch bei Transportfahrzeugen (Eisenbahnwaggons, Lieferwagen, Omnibussen usw.)Savonius-Rotoren am Abluftkamin

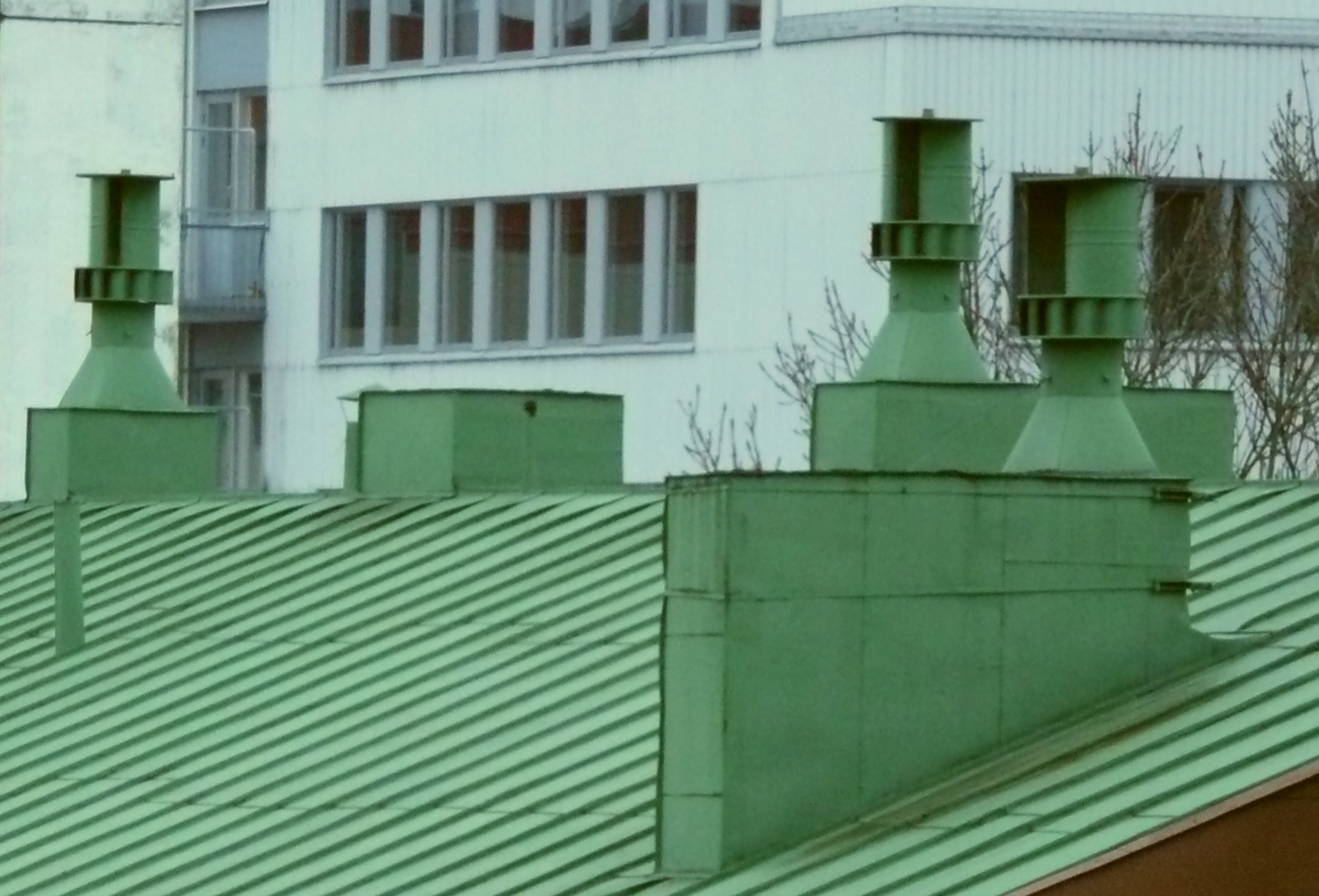
Savonius-Rotoren am Abluftkamin

- Werbeträger
- Wasserpumpen,[14] Tiefbrunnen, Bewässerung, Schwimmbadfilter
- Anfahrhilfe für Darrieus-Rotoren. Der Leistungsbeiwert sinkt erheblich, wenn, wie in der Abbildung, eine geschachtelte Anordnung gewählt wird.[15]Kombination aus Darrieus-Rotor (außen) und Savonius-Rotor (nahe der Achse)

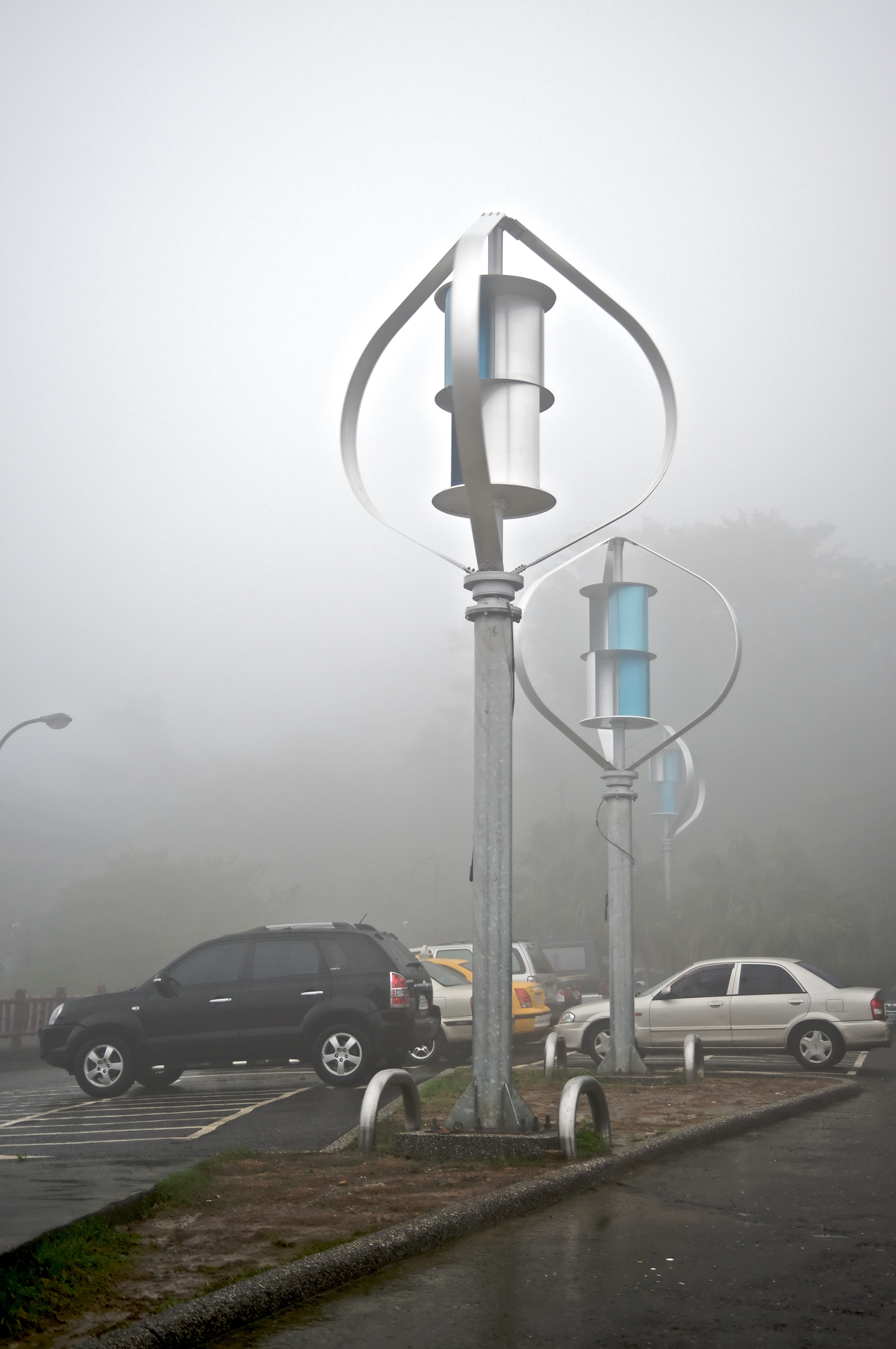
Kombination aus Darrieus-Rotor (außen) und Savonius-Rotor (nahe der Achse)

- Spielzeug: Der Savonius-Rotor wird auch für Spielzeug beziehungsweise im Sport oder Modellbau verwendet. Beispielsweise bei Drachen wird der Magnus-Effekt als auftrieberzeugende Anwendung genutzt.[16] Auch in Fahrzeugen, die frontal gegen die Windrichtung fahren können, finden sich eingebaute Savonius-Rotoren.[17][18] Hier bisher jedoch nicht – oder zumindest nicht in erster Linie – unter Nutzung des Magnus-Effektes, sondern durch mechanische Übersetzung des Drehmomentes des Rotors auf Räder oder Schiffsschrauben.

## Varianten
Ziel der Bauweise in Helixform ist es, Probleme mit Lastwechseln zu verringern. Auch hier erhöht sich dafür der Konstruktionsaufwand. Nachweise, dass wesentliche Vorteile zu zwei um 90 Grad gedrehten Stufen bestehen, sind nicht bekannt. Man kann den Savonius-Rotor auch mit horizontal liegender Drehachse betreiben, falls beispielsweise an Dachkanten konzentrierte Strömung entsteht. Durch diese Art der Installation geht allerdings der Vorteil der Windrichtungsunabhängigkeit verloren. Wenn Strömungsverhältnisse bei Bauwerken genutzt werden, stellt sich zudem das Problem der auftretenden Schallemissionen.